# 외연기관

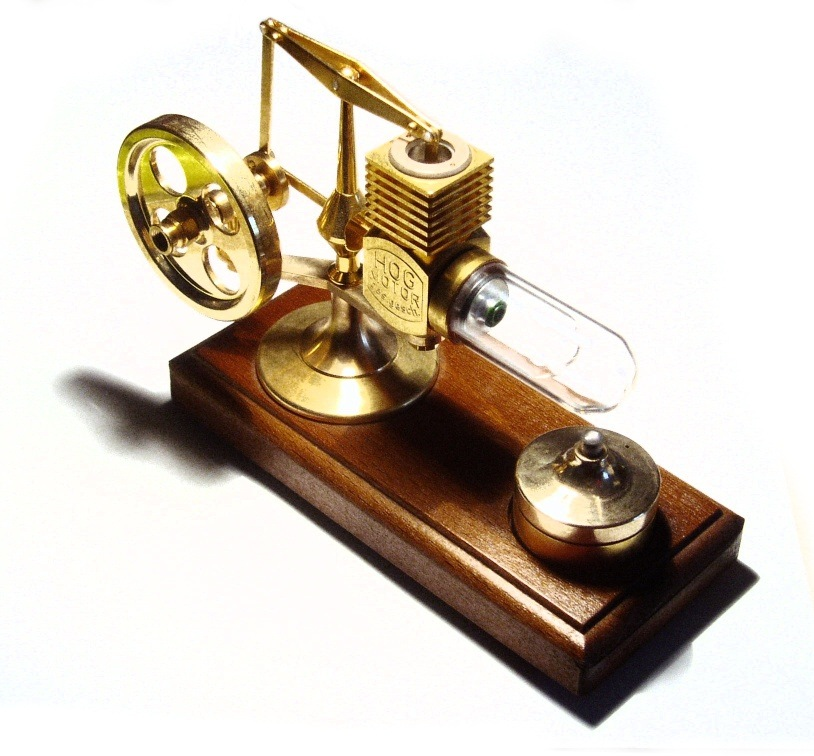

외연기관(外燃機關)(external combustion engine)은 연료를 보일러(Boiler)내에서 연소시키고 그 때에 발생하는 연소가스의 열을 보일러물에 전하여 증기(steam)를 만들고 이 증기에 의하여 왕복기관이나 증기터빈을 움직인다. 즉, ‘연소’라는 화학반응에 의하여 발생한 연소가스가 직접 기관을 움직이는 것이 아니고, 증기가 기관에서 일을 행한다. 이와 같이 연소가 기관이외의 장소 (증기기관의 경우 보일러)에서 행하여지고 연소가스와 작동물질(증기기관의 경우 증기)이 전혀 별개로 되어 있는 열기관을 외연기관이라 한다. 이와 반대로 기관 내에서 발화하여 직접 열에너지를 운동에너지로 변환하는 기관을 내연기관이라 한다.

## 연소

"연소"는 열을 공급하기 위해 산화제와 연료를 태우는 것을 의미한다.

## 외연 기관의 현재
증기기관으로 움직이는 차량은 박물관적인 의미의 증기기관차나 모형을 제외하고는 거의 현존하지 않는다. 하지만, 과거부터 지금까지 모습은 조금씩 달라도 꾸준하게 발전해온 부분이 화력 발전소부분이다. 화력발전소는 연료에 따라 석유화력발전소, 폐기물화력발전소, 석탄화력발전소, 중수소화력발전소, 원자력 발전소 등으로 나뉠 뿐이며 실제 전기를 일으키기 직전까지의 대부분의 기관이 외연기관의 기본적인 모습과 기능을 그대로 유지하고 있다. 수력,풍력,조력,기압차,기온차 등 자연 상태의 물리적 에너지를 이용하는 발전소는 예외이다.

## 외연 기관과 증기기관
외연기관의 역사는 증기기관의 역사나 다름없다.

## 같이 보기
- 내연 기관
- 증기 기관
- 스털링 기관